# Route nationale 830 (Belgique)
Pour les articles homonymes, voir Route nationale 830.

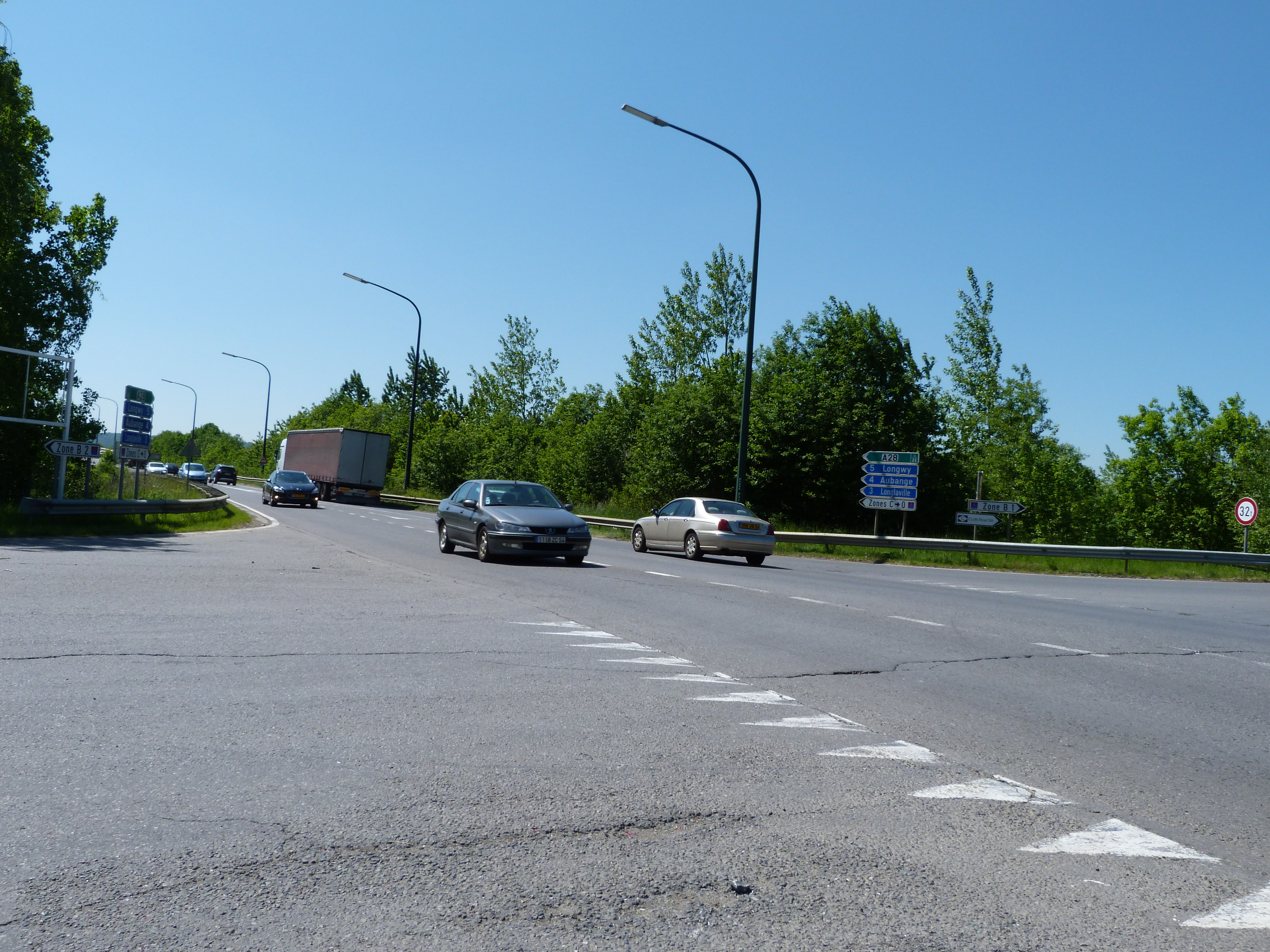
La route nationale 830 à Athus, non loin du terminal conteneurs et du tripoint Belgique-France-Luxembourg.

La route nationale 830 (nommée Avenue de l'Europe sur une partie de son tronçon) est une route belge du Sud de la province de Luxembourg prolongeant l'autoroute luxembourgeoise A13 à hauteur de Pétange, jusqu'à la route nationale belge 88 à Aubange.
Elle longe la frontière luxembourgeoise ainsi que la localité d'Athus, dont elle sert de contournement, puis joint la N88 à hauteur du tripoint Belgique-France-Luxembourg.
Le long de cette nationale se trouve le Terminal conteneurs d'Athus et l'usine Arcelor Mittal de Rodange (au Grand-Duché de Luxembourg).